# Tiphodytes mymar
Tiphodytes mymar är en stekelart som beskrevs av Lubomir Masner 1972. Tiphodytes mymar ingår i släktet Tiphodytes och familjen Scelionidae. Inga underarter finns listade i Catalogue of Life.